# Pedro Cardoso (Radsportler)
Pedro Cardoso (* 12. April 1974 in Barcelos) ist ein ehemaliger portugiesischer Radrennfahrer.
Pedro Cardoso feierte seinen ersten Etappensieg 2002 beim GP do Minho. Ein Jahr später entschied er ein Teilstück der Algarve-Rundfahrt für sich und ein weiteres Jahr darauf gewann er zwei Etappen beim GP Internacional Mitsubishi. In den folgenden Jahren schaffte er es unter anderem unter die besten Zehn der Gesamtwertung bei der Volta ao Alentejo und beim Troféu Joaquim Agostinho. 2007 gewann er die Gesamtwertung des Grand Prix CTT Correios de Portugal und 2008 die des Grand Prix Paredes Rota dos Móveis.
Im Mai 2008 wurde Cardoso wegen Dopings für ein Jahr gesperrt, später wurde die Sperre auf sechs Monate reduziert. Er beendete daraufhin seine Radsportlaufbahn.

## Palmarès
2002
- eine Etappe GP do Minho

2003
- eine Etappe Algarve-Rundfahrt

2004
- zwei Etappen GP Internacional Mitsubishi

2007
- Grand Prix CTT Correios de Portugal

2008
- Gesamtwertung und eine Etappe Grand Prix Paredes Rota dos Móveis

## Teams
- 1996: W52-Paredes Movel-Fibromade
- 1998–1999: Maia-Cin
- 2000: Maia-MSS
- 2001–2003: Milaneza-MSS
- 2004–2005: Milaneza Maia
- 2006: Maia Milaneza
- 2007: LA-MSS